# Super Junior-K.R.Y.
Super Junior-K.R.Y. est le premier sous-groupe officiel du boys band sud-coréen Super Junior. Super Junior-K.R.Y. s'est formé en 2006 et se compose des trois chanteurs principaux des Super Junior qui sont Yesung, Ryeowook et Kyuhyun.
La première performance officielle du trio s'est faite le 5 novembre 2006 au Music Bank de KBS où ils ont interprété "The One I Love", le générique du drama Hyena.

## Histoire

### 2006–2011: Débuts, bandes-son et tournée asiatique
Super Junior-K.R.Y. a créé deux pistes pour l'OST de Hyena. Le trio a aussi participé à deux pistes additionnelles pour Snow Flower et Billie Jean, Look at Me.
Super Junior-K.R.Y. ont fait leur première tournée de concerts en Asie en 2010-2011. La tournée a commencé à Tokyo en août 2010 puis à Kobe, Taipei, Fukuoka et Séoul, et s'est terminée à Nankin en Chine. Plus de 22 000 personnes ont assisté à ces concerts. Les membres des Super Junior Donghae, Sungmin et Heechul ont fait des apparitions spéciales lors des concerts à Séoul avec leurs compagnons de label SHINee et TRAX.

### 2012–2013: Concert d'hiver et débuts japonais
Le concert spécial hiver 2012 des Super Junior-K.R.Y. a pris place à Yokohama du 19 au 21 novembre avec 15 000 fans au total. Super Junior-K.R.Y. a sorti quelques pistes et une vidéo teaser pour promouvoir leur futur single japonais "Promise You". Les places pour les concerts à Yokohama ont été mis en vente le 27 octobre et ont été vendues intégralement en trois secondes. Il y a eu des concerts à Kobe et Tokyo en décembre et janvier. La tournée a mobilisé 36 000 personnes à Tokyo, avec un total de 72 000 personnes dans les trois villes et les neuf concerts. Le nombre de demandes pour les places dépassaient les 1 500 000, ce qui a prouvé leur popularité au Japon.
"Promise You" est sorti le 23 janvier 2013 et s'est classé numéro deux sur le classement quotidien de singles Oricon. Au total, le single s'est vendu à 40 645 exemplaires rien que le premier jour de sa mise en vente le 23 janvier. Le jour d'après, l'album single s'est classé premier en vendant 15 197 exemplaires. Dans la première semaine de vente de "Promise You", il s'est vendu 69 067 exemplaires, se classant numéro deux à l'Oricon Weekly Chart.

### Depuis 2015: Tournée japonaise et asiatique etJoin Hands
Le trio est réuni depuis de retour de Yesung parti au service militaire. La tournée japonaise de Super Junior-K.R.Y. a débuté à Yokohama les 2 et 3 juin et ont au total fait onze concerts dans les stades de Kobe, Fukuoka et Nagoya.
En juillet 2015, SM Entertainment annonce que Super Junior-K.R.Y. relance leur tournée asiatique à Séoul à l'Olympic Hall les 22 et 23 août. Le trio sort son single japonais "Join Hands" le 5 août 2015.

## Discographie

### Discographie coréenne

#### Bandes-son originales
- Hyena - The Night Chicago Died and The One I Love (2006)
- Snow Flower (2006)
- Billie Jean, Look at Me - Just You (2007)
- Partner (2009)
- Mnet Superstar K3 - Fly (2011)
- Yoon Il Sang 21st Anniversary 'I’m 21' Part 2 (2012)
- To the Beautiful You - SKY (2012)
- Ms Panda and Mr Hedgehog - Loving You (2012)

### Discographie japonaise

#### Singles
- "Promise You" (2013)
- "Join Hands" (2015)

## Tournées et concerts

### Tournées asiatiques
- Super Junior-K.R.Y. The 1st Concert (2010–2011)
- Super Junior-K.R.Y. Asia Tour ~Phonograph~ (2015)

### Tournées japonaises
- Super Junior-K.R.Y. Special Winter Concert (2012–2013)
- Super Junior-K.R.Y. Japan Tour: Phonograph (2015)